# Toyota Gazoo Racing

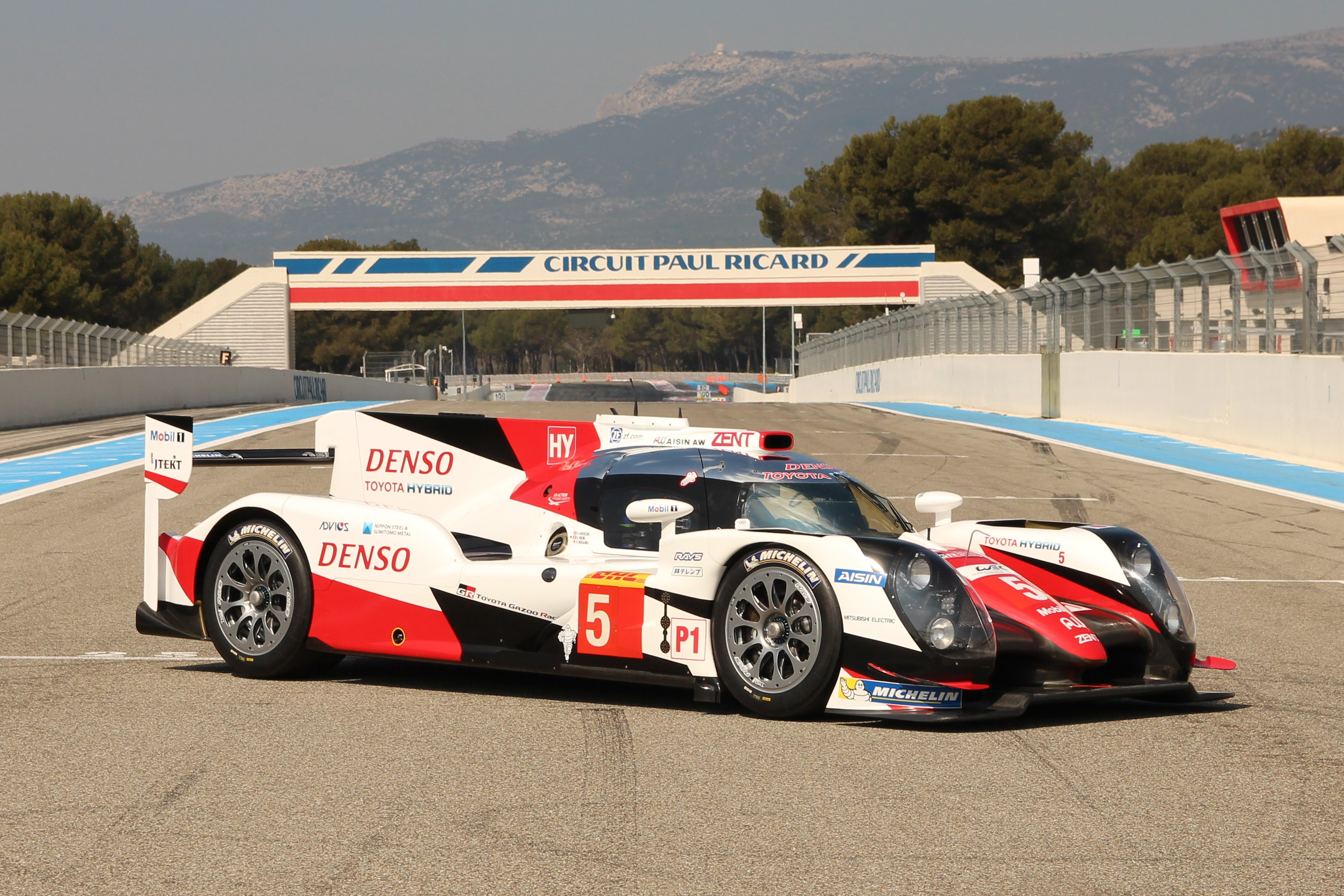
Toyota TS050 Hybrid del Campeonato Mundial de Resistencia en 2017.

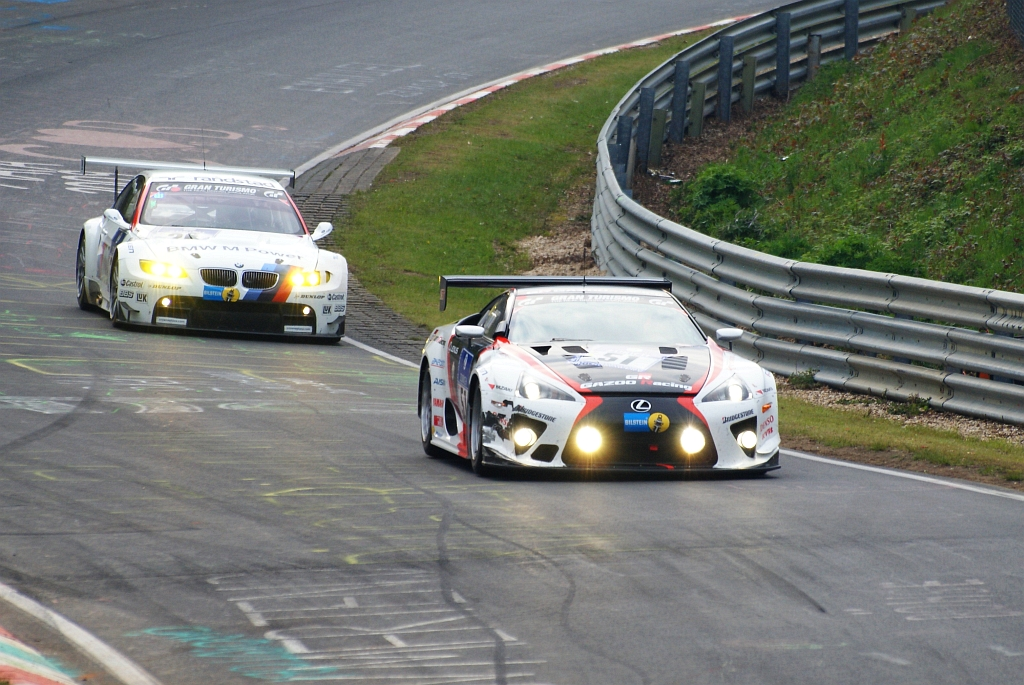
Un Lexus LFA compitiendo en las 24 Horas de Nürburgring en el año 2010.

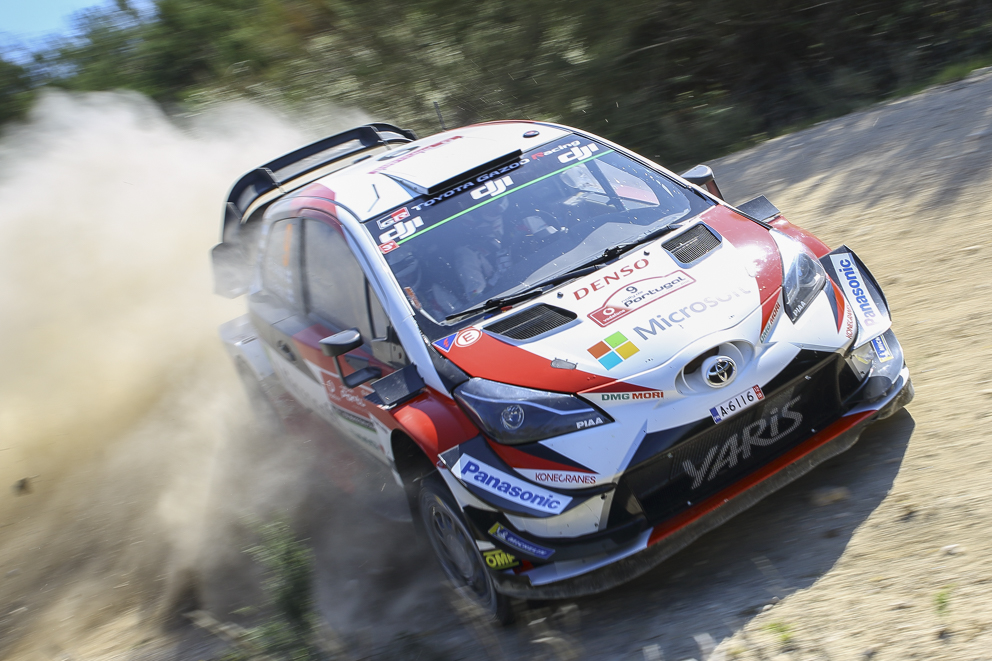
Un Toyota Yaris WRC en el Rally de Portugal de 2018.

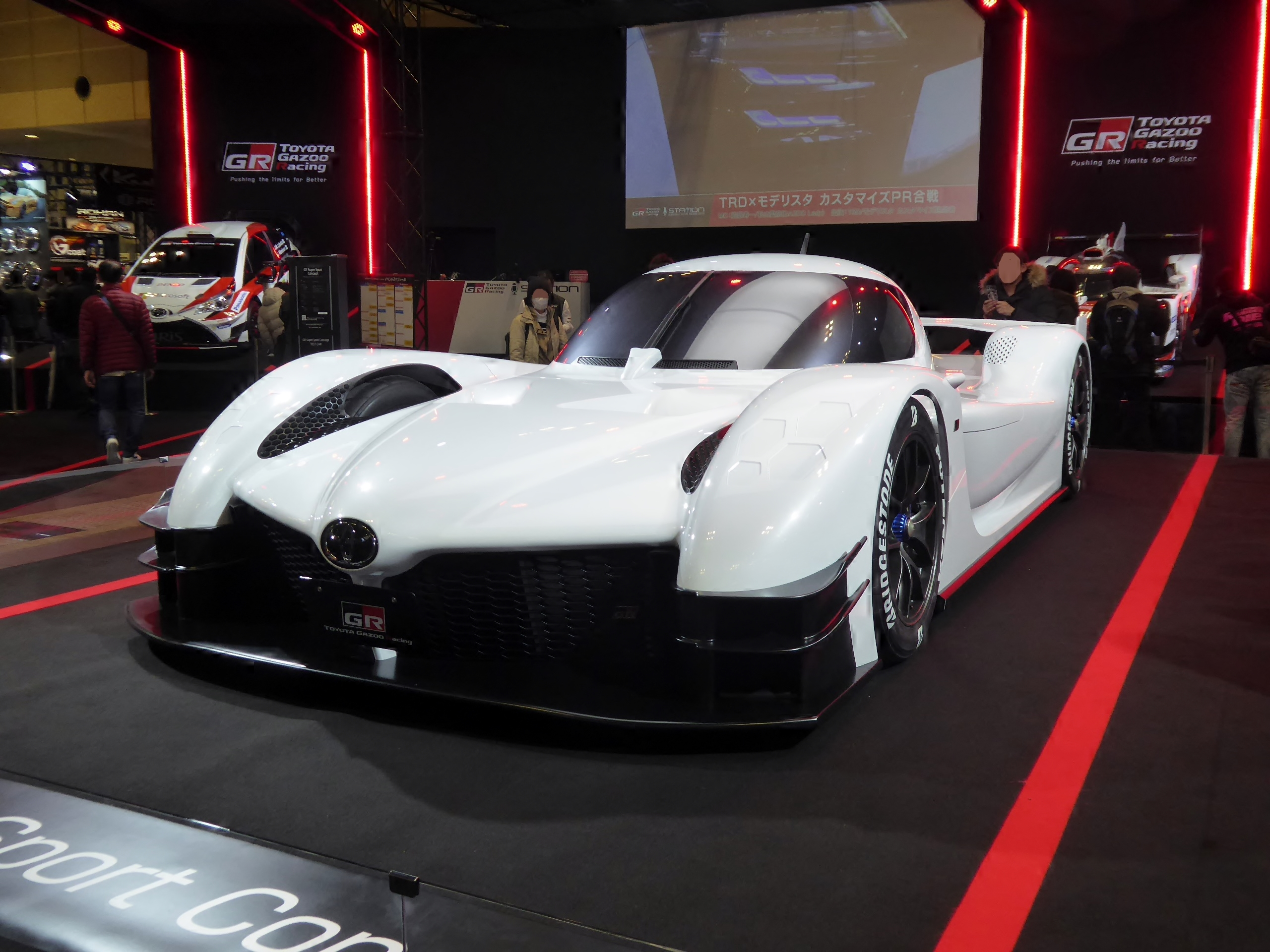
Toyota GR Super, concepto deportivo.

Toyota Gazoo Racing es el nombre con el que se conoce al brazo deportivo del fabricante japonés de automóviles Toyota. El mismo, fue creado en 2015 como resultado de la absorción definitiva de la estructura «Gazoo Racing» por parte del gigante japonés, la cual había sido creada en 2007 y debutado a nivel mundial en la competencia de las 24 Horas de Nürburgring de la WEC. Esta estructura tuvo a su cargo la representación oficial, tanto de la marca Toyota como de su filial Lexus, en todas los campeonatos internacionales en las que participaba.
Tras su creación, Toyota Gazoo Racing asumió de forma plenipotencial la representación de la marca Toyota en la mayoría de las categorías mundiales de automovilismo de velocidad y de resistencia, en los que la marca japonesa tiene participación. En este sentido, este departamento posee distintas divisiones destinadas específicamente a cada categoría en la que compiten, siendo a su vez identificadas con el nombre de ese campeonato (en el caso de competencias de nivel mundial), o bien con el nombre del país donde tienen base y participación (en el caso de competencias de nivel nacional u otras de nivel internacional).

## Historia

### Previa
En sus comienzos deportivos, son reconocidas las participaciones de Toyota en torneos como el Campeonato Mundial de Rally, el Campeonato Mundial de Resistencia y hasta la propia Fórmula 1. A su vez, en distintas oportunidades los intereses del gigante japonés fueron representados por su marca filial Lexus, la cual también tuvo participaciones en campeonatos de resistencia. Para lograr su cometido, fue necesario instalar una filial en Europa que se hiciera cargo de la administración de los intereses deportivos de Toyota, a la vez de aprovechar la instalación en una plaza lo más cercana posible a la sede central de la Federación Internacional del Automóvil, situada en Francia. De esta manera, en 1993 fue fundado en Colonia, Alemania, el Toyota Motorsport GmbH, departamento constituido como el primer brazo deportivo de Toyota que a su vez, facilitó las incursiones de la casa nipona en la élite del automovilismo mundial.

### Gazoo Racing
A la par de las participaciones de Toyota en las distintos campeonatos de automovilismo mundial, en el año 1998 el grupo lanzó un sitio especial de internet que fue denominado Gazoo.com y cuyo objetivo era la exhibición de material fotográfico de modelos disponibles en los distintos concesionarios, para que la gente pueda acceder a su modelo deseado. El término Gazoo, provenía de la fonética del término japonés Gazō (traducido al español como «imagen», "retrato») y a su vez su pronunciación correcta es «Ga-zo-o» en lugar de «Ga-zú», fonética generada a partir del uso en el idioma inglés de la doble «oo» con fonética tipo «u».
Por otra parte, los ingenieros de Toyota comenzaron a tomar el objetivo de Gazoo como una filosofía de trabajo, buscando cuidar la imagen de la empresa de la misma forma en la que se exhibían las imágenes de los productos en esta página web. Esta especie de ordenamiento también llegó al área de competición, donde por cada sector interno de trabajo se buscó la forma de brindar una imagen de confianza y a su vez global a la hora de unir estos distintos espacios.
Utilizando este término y el objetivo principal con el que se había fundado el mencionado sitio web de exposición, fue que en 2007 se creó la estructura «Gazoo Racing», la cual tuvo su debut en la competencia de las 24 Horas de Nürburgring, donde contó con un equipo de trabajo compuesto por empleados de concesionarios oficiales de Toyota. A partir de ese momento, Gazoo Racing comenzó sus operaciones como representante de las marcas Toyota y Lexus en las distintas categorías que tuviera participación.

### Nace Toyota Gazoo Racing
La tarea encarada por Gazoo Racing fue objeto de aprobación por parte del grupo Toyota, quienes comenzaron a cimentar con más fuerza la idea de crear un nuevo departamento encargado de llevar adelante los intereses de Toyota en el automovilismo a nivel mundial, a la vez de poseer una estructura de trabajo coordinada a nivel global. Por otra parte, el objetivo fue también el de llevar adelante un pensamiento enunciado por Kiichiro Toyoda en el año 1952:

“El automovilismo es más que un entretenimiento. Es fundamental para el desarrollo de la industria de vehículos de pasajeros. Así como los atletas prueban su capacidad compitiendo en los Juegos Olímpicos, los fabricantes de automóviles tenemos la oportunidad de llevar las prestaciones de un vehículo hasta el límite, y competir por la victoria. Esto nos permite descubrir nuevas maneras de hacer progresar la tecnología automovilística.”
Kiichiro Toyoda.

Este pensamiento, sumado a la premisa de Gazoo Racing de que “Los caminos construyen a la gente y la gente construye los vehículos”, llevó a Toyota a fusionar de forma definitiva a esta estructura bajo su paraguas, convirtiéndola a partir de 2015 en su brazo representativo en las competiciones de motor a nivel mundial. De esta manera, en 2015 Gazoo Racing fue convertida en Toyota Gazoo Racing, departamento deportivo que a su vez llevó a cabo la tarea de englobar bajo su órbita, las acciones de los distintos equipos repartidos en el mundo, que llevaron hasta ese momento las representaciones oficiales, tanto de Toyota como de Lexus.

## Algunas divisiones de Toyota Gazoo Racing
La presencia de Toyota en distintas categorías permitió que Toyota Gazoo Racing presente distintas divisiones en campeonatos mundiales y propias de cada país. Por tal motivo, cada división era denominada de acuerdo a cada campeonato en la que participaba en el orden mundial, o bien por cada país del que era originaria la estructura principal sobre la que Toyota hiciera su presentación.
| División                         | Misión                                                                                             |
| -------------------------------- | -------------------------------------------------------------------------------------------------- |
| Toyota Gazoo Racing WRT          | Tiene a su cargo la representación de Toyota en el Campeonato Mundial de Rally.                    |
| Toyota Gazoo Racing Europe GmbH  | Tiene a su cargo la representación de Toyota en el Campeonato Mundial de Resistencia de la FIA.    |
| Toyota Racing Development USA    | Lleva adelante el asesoramiento para los distintos equipos de Toyota en campeonatos de NASCAR.     |
| Toyota Gazoo Racing South Africa | Tiene a su cargo la representación de Toyota en el Rally Dakar.                                    |
| Toyota Gazoo Racing Argentina    | Representa a Toyota en los campeonatos Turismo Carretera, STC2000, Top Race V6 y Turismo Nacional. |
| Toyota Gazoo Racing Brasil       | Se encarga de representar a Toyota en el Stock Car Brasil.                                         |
| Toyota Gazoo Racing Uruguay      | Representa a Toyota en el Superturismo Uruguayo by Cosworth.                                       |
| Toyota Gazoo Racing New Zealand  | Gestiona los campeonatos Toyota Racing Series y Toyota Finance 86 Championship.                    |